# 옐로스톤 폭포

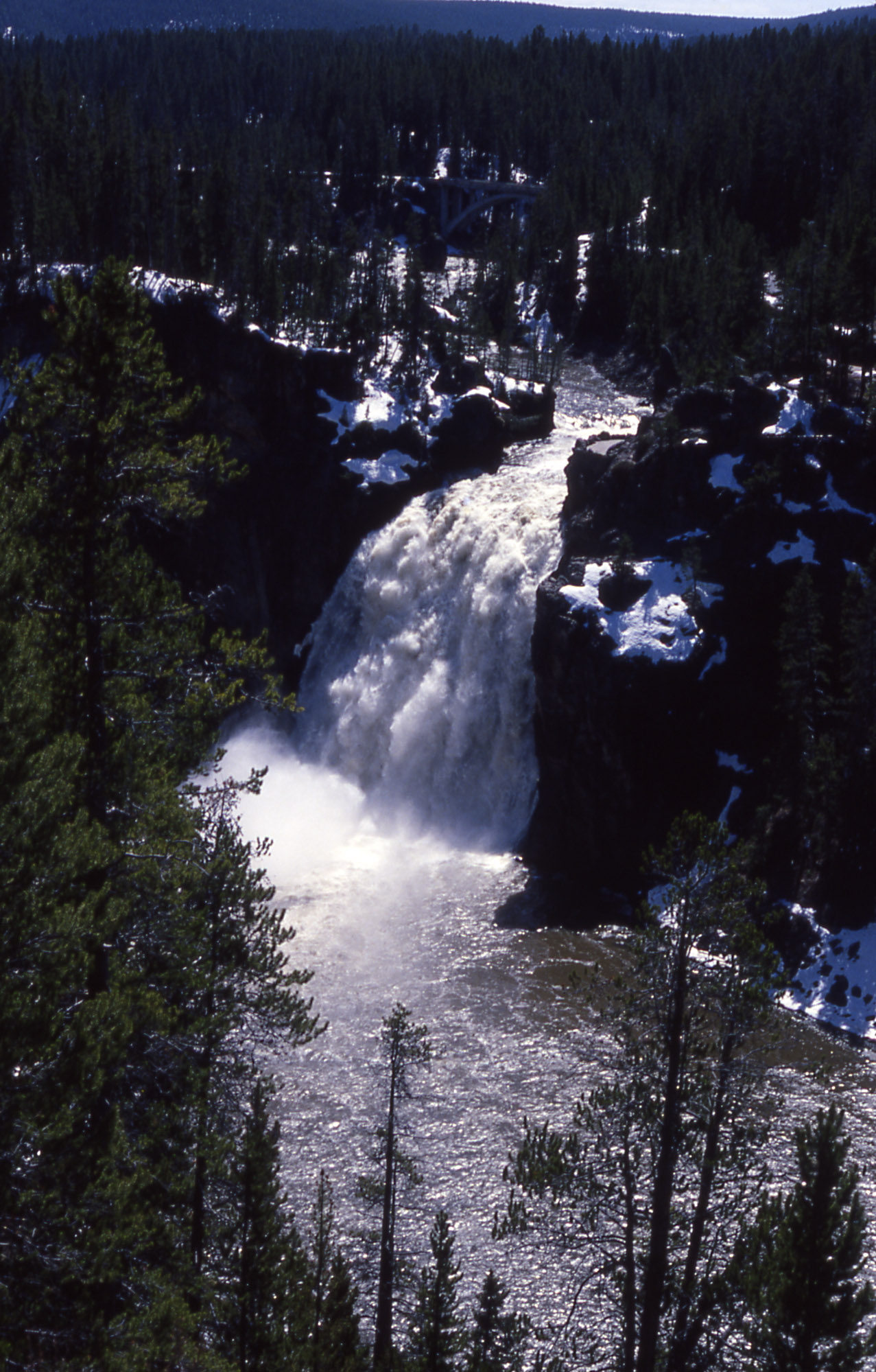
옐로스톤 폭포

옐로스톤 폭포(Yellowstone Falls)은 미국의 옐로스톤 국립공원에 있는 옐로스톤강의 두 폭포이다. 위 폭포는 33m고, 아래 폭포는 94m이다.

## 위치
- 윗 폭포 북위 44° 42′ 46″ 서경 110° 29′ 58″ / 북위 44.71278°  서경 110.49944°
- 아래 폭포 북위 44° 43′ 05″ 서경 110° 29′ 46″ / 북위 44.71806°  서경 110.49611°